# Cyrestis
Cyrestis är ett släkte av fjärilar. Cyrestis ingår i familjen praktfjärilar.

## Bildgalleri

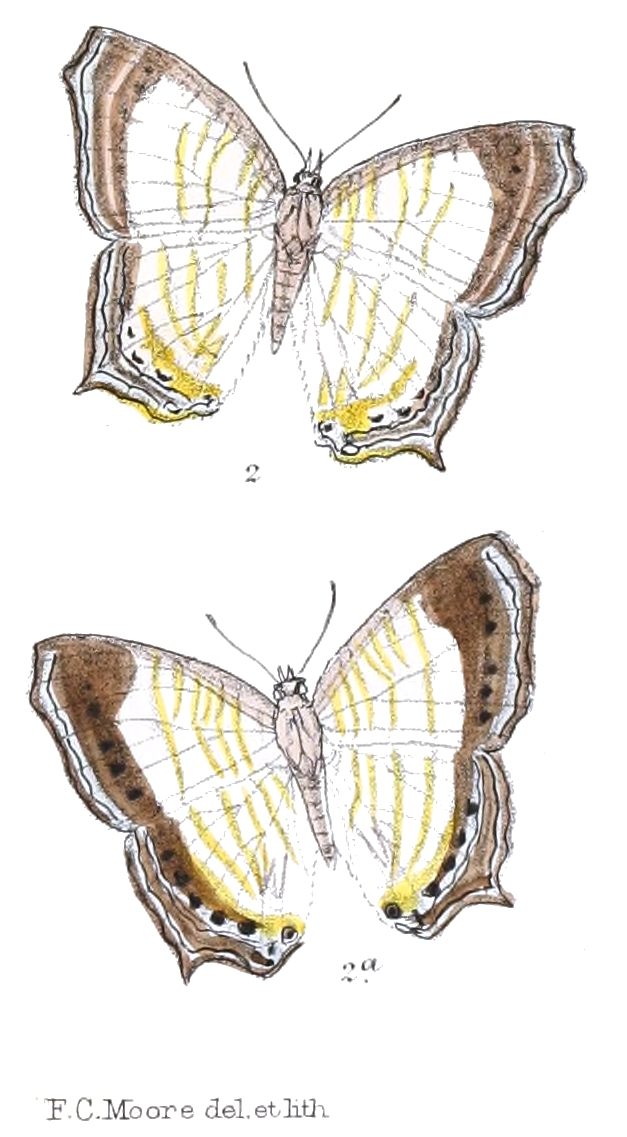
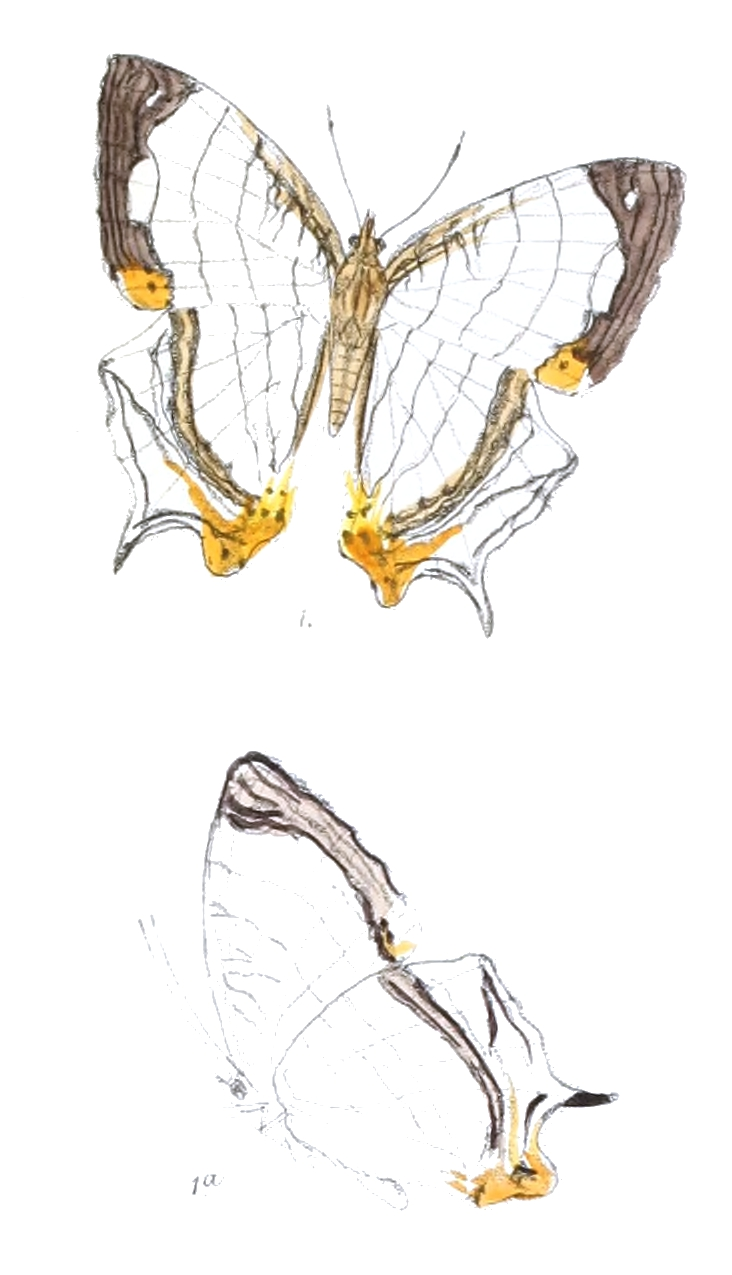
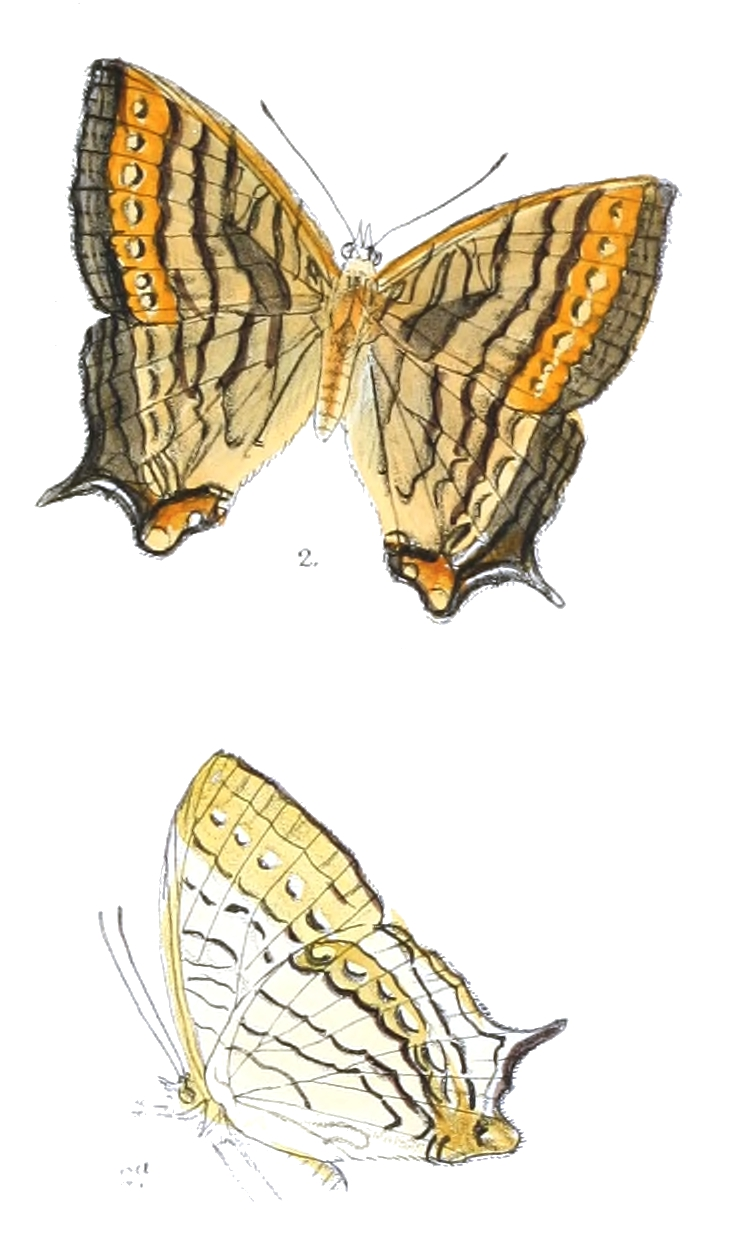

## Dottertaxa tillCyrestis, i alfabetisk ordning[1]
- Cyrestis abisa
- Cyrestis achates
- Cyrestis acilia
- Cyrestis adaemon
- Cyrestis adrianus
- Cyrestis afghana
- Cyrestis aiedius
- Cyrestis andamanensis
- Cyrestis andamanica
- Cyrestis aruana
- Cyrestis atosia
- Cyrestis baliensis
- Cyrestis bangkiva
- Cyrestis bassara
- Cyrestis bettina
- Cyrestis biaka
- Cyrestis binghami
- Cyrestis borneensis
- Cyrestis bougainvillei
- Cyrestis buruanus
- Cyrestis buruensis
- Cyrestis cassander
- Cyrestis celebensis
- Cyrestis ceramensis
- Cyrestis chinensis
- Cyrestis cocleoides
- Cyrestis cocles
- Cyrestis dacebalus
- Cyrestis deboeri
- Cyrestis degraafi
- Cyrestis dohertyi
- Cyrestis dola
- Cyrestis doliones
- Cyrestis earli
- Cyrestis enganica
- Cyrestis eumelus
- Cyrestis eximia
- Cyrestis fadorensis
- Cyrestis formosa
- Cyrestis formosana
- Cyrestis fratercula
- Cyrestis fruhstorferi
- Cyrestis gades
- Cyrestis ganescha
- Cyrestis giloloensis
- Cyrestis harterti
- Cyrestis heracles
- Cyrestis horatius
- Cyrestis horishana
- Cyrestis horsfieldi
- Cyrestis hylas
- Cyrestis indica
- Cyrestis irmae
- Cyrestis ishigakina
- Cyrestis jordani
- Cyrestis klossi
- Cyrestis kransi
- Cyrestis kumamotensis
- Cyrestis kühni
- Cyrestis laelia
- Cyrestis latibimbata
- Cyrestis latifascia
- Cyrestis latimargo
- Cyrestis lutea
- Cyrestis mabella
- Cyrestis maenalis
- Cyrestis maforensis
- Cyrestis mantilus
- Cyrestis martini
- Cyrestis martinus
- Cyrestis misolensis
- Cyrestis nais
- Cyrestis naisina
- Cyrestis natta
- Cyrestis nedymnus
- Cyrestis nedymond
- Cyrestis neella
- Cyrestis negros
- Cyrestis nigriradiata
- Cyrestis nigrolineata
- Cyrestis nitida
- Cyrestis nivalis
- Cyrestis nivea
- Cyrestis nobilior
- Cyrestis obianus
- Cyrestis obscuratus
- Cyrestis obscurior
- Cyrestis obscurissimus
- Cyrestis oebasius
- Cyrestis orchomenus
- Cyrestis pallida
- Cyrestis parthenia
- Cyrestis paulinus
- Cyrestis pemanggilensis
- Cyrestis periander
- Cyrestis recaranus
- Cyrestis ribbei
- Cyrestis robinsoni
- Cyrestis rothschildi
- Cyrestis rudis
- Cyrestis salomonis
- Cyrestis sambawana
- Cyrestis seminigra
- Cyrestis seneca
- Cyrestis sericeus
- Cyrestis siamensis
- Cyrestis sicca
- Cyrestis solomonis
- Cyrestis strigata
- Cyrestis subobscurus
- Cyrestis sulaensis
- Cyrestis sumatrensis
- Cyrestis superbus
- Cyrestis tabula
- Cyrestis tappana
- Cyrestis telamon
- Cyrestis tervisia
- Cyrestis themire
- Cyrestis theresae
- Cyrestis thessa
- Cyrestis thyodamas
- Cyrestis thyone
- Cyrestis thyonneus
- Cyrestis tonkiniana
- Cyrestis ulawana
- Cyrestis waigeuensis
- Cyrestis vatinia
- Cyrestis wernickei
- Cyrestis whitmei